# Jamie Redknapp
Jamie Frank Redknapp (Barton on Sea (Hampshire), 25 juni 1973) is een Engels voormalig betaald voetballer en international die bij voorkeur op het middenveld speelde. Hij stond van 1989 tot en met 2005 onder contract bij achtereenvolgens Bournemouth, Liverpool, Tottenham Hotspur en Southampton. Daarnaast kwam hij van 1995 tot en met 1999 zeventien keer uit voor het Engels voetbalelftal, waarvoor hij één keer scoorde.
Redknapp is de zoon van oud-voetballer en coach Harry Redknapp.

## Clubcarrière
Redknapps voetbalcarrière werd behalve door sportieve prestaties gekenmerkt door blessures. Een terugkerende kwetsuur aan zijn knie kostte hem deelname aan het WK 1998 en het EK 2000 en vereiste in juli 2000 weer een operatie. Redknapp hield er al rekening mee dat zijn carrière ten einde was. Zover was het nog niet, maar toen Redknapp weer het veld op kon, was zijn plaats bij Liverpool door zijn voortdurende afwezigheid ingenomen door nieuw aangetrokken spelers. Hij ging als aanvoerder de lappenmand in, maar speelde bij zijn terugkeer niet meer dan nog een handvol wedstrijden voor Liverpool. Daarop verkaste hij na twaalf seizoenen bij The Reds naar Tottenham Hotspur, waar hij voormalig bondscoach Glenn Hoddle weer tegenkwam.
In zijn Tottenham-tijd bleef Redknapp kwakkelen met zijn knieën en speelde hij nooit meer dan een halve competitie. Zijn vader haalde hem in januari 2005 naar Southampton, maar na daar vijf maanden gespeeld te hebben bij de gratie van pijnstillende injecties, dwongen zijn zwakke knieën hem op 31-jarige leeftijd tot stoppen.
Redknapp won in zijn carrière de League Cup 1995 en zowel het FA Community Shield als de UEFA Super Cup 2001 met Liverpool. Tijdens de wedstrijden om de twee laatstgenoemde prijzen kwam hij zelf niet in actie.

## Privé
Redknapp trouwde in 1998 met zangeres Louise Nurding (vanaf dat moment Louise Redknapp). Zij beviel in 2004 van hun zoon Charley William. In november 2008 werd hun tweede kind geboren, zoon Beau Henry.

## Clubstatistieken
| Seizoen  | Club                 | Competitie      | Wedstrijden | Doelpunten |
| -------- | -------------------- | --------------- | ----------- | ---------- |
| 1989-'90 | AFC Bournemouth      | Second Division | 4           | 0          |
| 1990-'91 | AFC Bournemouth      | Third Division  | 9           | 0          |
| 1990-'91 | Liverpool FC         | Premier League  | 0           | 0          |
| 1991-'92 | Liverpool FC         | Premier League  | 6           | 1          |
| 1992-'93 | Liverpool FC         | Premier League  | 29          | 2          |
| 1993-'94 | Liverpool FC         | Premier League  | 35          | 4          |
| 1994-'95 | Liverpool FC         | Premier League  | 41          | 3          |
| 1995-'96 | Liverpool FC         | Premier League  | 23          | 3          |
| 1996-'97 | Liverpool FC         | Premier League  | 23          | 2          |
| 1997-'98 | Liverpool FC         | Premier League  | 20          | 3          |
| 1998-'99 | Liverpool FC         | Premier League  | 34          | 8          |
| 1999-'00 | Liverpool FC         | Premier League  | 22          | 3          |
| 2000-'01 | Liverpool FC         | Premier League  | 0           | 0          |
| 2001-'02 | Liverpool FC         | Premier League  | 4           | 1          |
| 2002-'03 | Tottenham Hotspur FC | Premier League  | 17          | 3          |
| 2003-'04 | Tottenham Hotspur FC | Premier League  | 17          | 1          |
| 2004-'05 | Tottenham Hotspur FC | Premier League  | 14          | 0          |
| 2004-'05 | Southampton FC       | Premier League  | 16          | 0          |

## Erelijst
Liverpool
- League Cup: 1994/95
- FA Charity Shield: 2001
- UEFA Super Cup: 2001